# Municipio de Chenoa
El municipio de Chenoa (en inglés: Chenoa Township) es un municipio ubicado en el condado de McLean en el estado estadounidense de Illinois. En el año 2010 tenía una población de 2074 habitantes y una densidad poblacional de 21,96 personas por km².

## Geografía
El municipio de Chenoa se encuentra ubicado en las coordenadas 40°42′46″N 88°44′59″O / 40.71278, -88.74972. Según la Oficina del Censo de los Estados Unidos, el municipio tiene una superficie total de 94.43 km², de la cual 94,26 km² corresponden a tierra firme y (0,18 %) 0,17 km² es agua.

## Demografía
Según el censo de 2010, había 2074 personas residiendo en el municipio de Chenoa. La densidad de población era de 21,96 hab./km². De los 2074 habitantes, el municipio de Chenoa estaba compuesto por el 96,29 % blancos, el 0,53 % eran afroamericanos, el 0,1 % eran amerindios, el 0,68 % eran asiáticos, el 0,87 % eran de otras razas y el 1,54 % eran de una mezcla de razas. Del total de la población el 3,71 % eran hispanos o latinos de cualquier raza.